# Wilhelm von Hanno

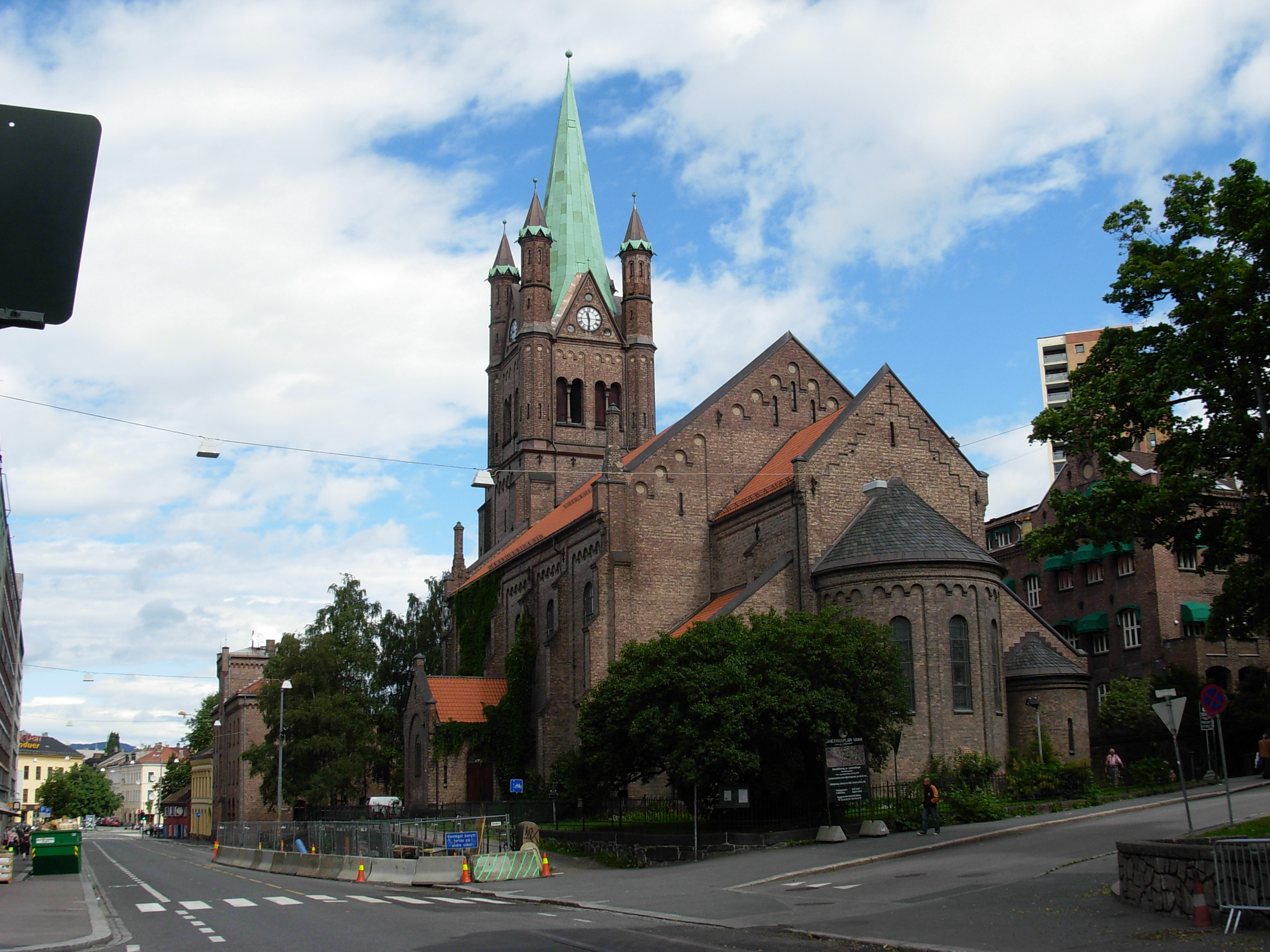
La chiesa del quartiere di Grønland a Oslo

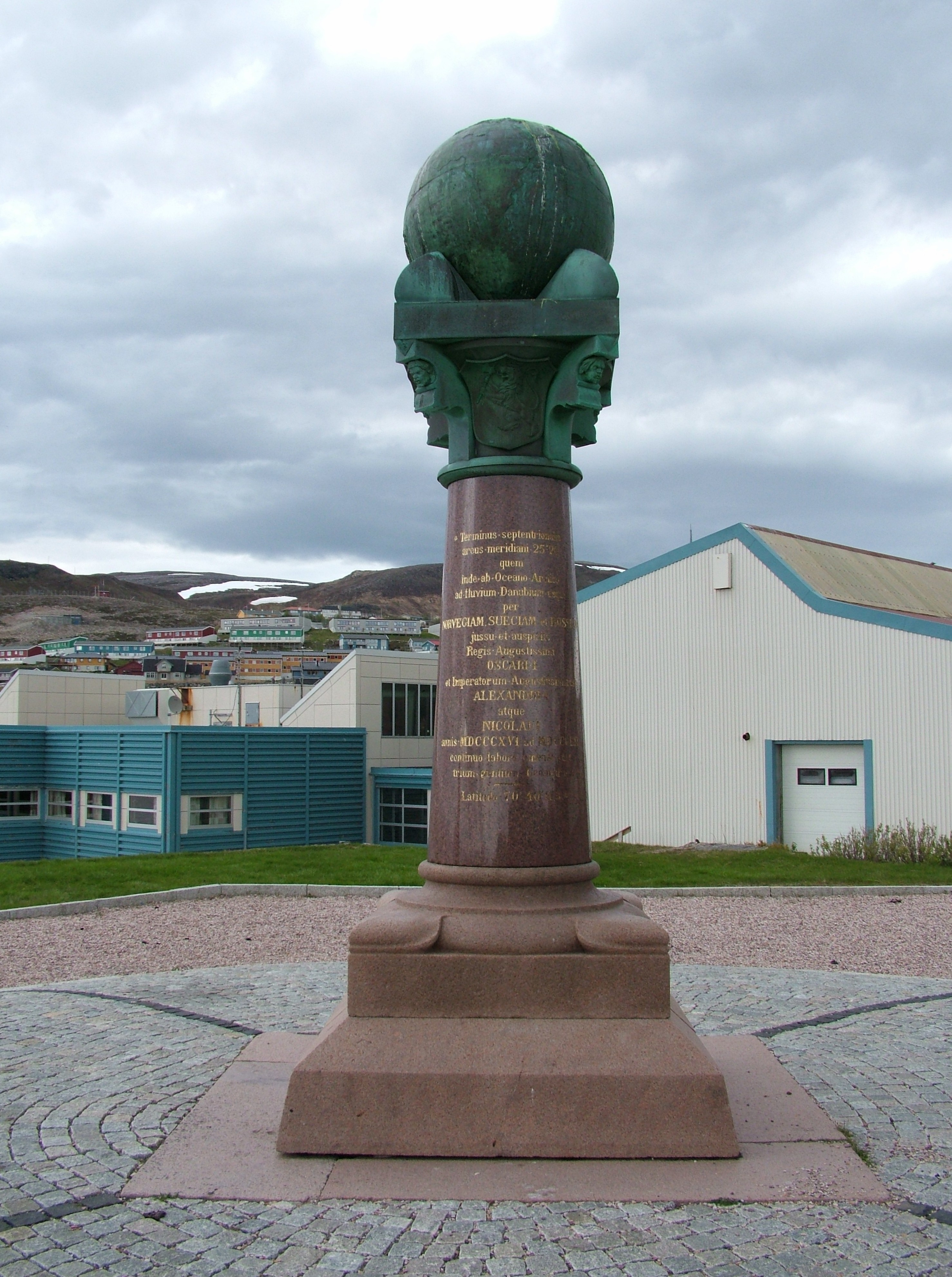
Hammerfest, stazione dell'arco geodetico di Struve

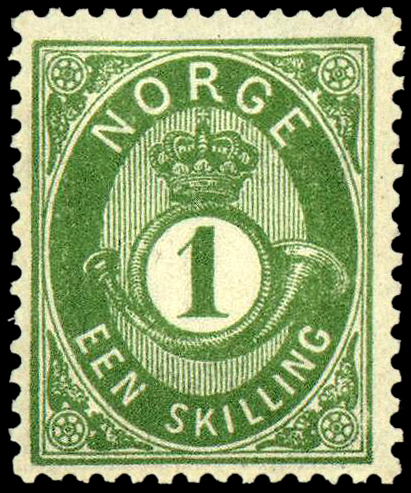
Uno dei francobolli postali del tipo Corno postale, dei primi anni '70 del XIX° secolo disegnati da von Hanno.

Andreas Friedrich Wilhelm von Hanno (Amburgo, 15 dicembre 1826 – Oslo, 12 dicembre 1882) è stato un architetto, scultore e pittore tedesco.

## Biografia
Wilhelm von Hanno era figlio del musicista, insegnante di musica e bibliotecario Johann Carl Hübner von Hanno (1790 - 1895) nativo di Königsberg in Prussia e di Friederica Mouw (1794-1860).
Dal 1840 al 1849 frequentò i corsi di arte e artigianato presso la Società di Amburgo per la promozione delle arti e dei mestieri. Fece l'apprendistato presso l'architetto e urbanista Alexis de Chateauneuf nel periodo della ricostruzione della chiesa di chiesa di San Pietro. Nell'estate del 1850 si recò a Christiana con de Chateauneuf per collaborare nella costruzione della chiesa della Trinità occupandosi delle sculture e dei decori. Assunse la direzione del progetto quando de Chateauneuf si ammalò.
Dal 1851 al 1862 lavorò in società con Heinrich Ernst Schirmer, un altro architetto tedesco, Schirmer aveva già seguito la realizzazione di alcuni edifici governativi a Christiania. 
Lo stile dei loro progetti riprendeva lo storicismo romantico in auge in Germania, gran parte delle loro realizzazioni erano nel tipico laterizio rosso, fra i progetti vi furono la Stazione Centrale di Christiania (1854, una parte della quale esiste ancora inglobata nell'edificio nuovo) e la ricostruzione e restauro di parti della Fortezza di Akershus.
Il 29 settembre del 1859 sposò ad Amburgo Maria Theresia Pallenberg (27 luglio 1827 - 21 febbraio 1898) figlia del costruttore Jacob Pallenberg. Il pittore norvegese Carl von Hanno (1901-1953) era loro nipote.
Dal 1862 aprì uno studio proprio; i suoi primi progetti riguardarono il quartiere di Grønland ad Oslo dove realizzò la chiesa, una scuola, una stazione dei pompieri e una stazione di polizia (1864-69), tutti in laterizio rosso.
Dal 1856-82 fu nella commissione edilizia di Christiania, dal 1862-82 fu nel comitato editoriale della Polyteknisk Tidsskrift e dal 1864-82 fu membro del consiglio di amministrazione del Christiania Kunstforening. 
Come disegnatore realizzò molte illustrazioni di motivi architettonici per diverse riviste e giornali. Come scultore realizzò diverse sculture soprattutto funeriarie.
Von Hanno è l'autore della scultura posizionata ad Hammerfest, punto più settentrionale dell'arco geodetico di Struve
Nel 1872 realizzò il motivo dell'opera grafica più diffusa di tutti i tempi in Norvegia: il disegno per la serie di francobolli del corno postale norvegese che è la serie più longeva nella storia dei francobolli, è infatti in uso dal 1872.